# Renée Reinhard
Renée Reinhard (* 16. März 1990 in Naarden) ist eine ehemalige niederländische Tennisspielerin.

## Karriere
Reinhard kommt aus Nordholland, ist in Naarden geboren und in Alkmaar aufgewachsen, wo ihre Mutter als Tennislehrerin gearbeitet hat. Als eines von sechs Kindern ist sie die Jüngste ihrer drei Schwestern, die ebenfalls alle Tennis spielen.
Reinhard, die im Alter von fünf Jahren mit dem Tennissport begann, bevorzugte Sandplätze. Sie spielte hauptsächlich auf Turnieren des ITF Women’s Circuit, bei denen sie zwei Einzel- und fünf Doppeltitel gewann.
2004 gewann sie den Europameisterschaftstitel der U14.
2006 erreichte sie mit ihrer Partnerin Marrit Boonstra das Viertelfinale im Juniorinnendoppel der Australian Open. Anschließend gewann das Duo die Copa del Cafe und Abierto Juvenil Mexicano im Doppel.
Reinhard spielte 2008 viermal für die niederländische Fed-Cup-Mannschaft. Von ihren vier Einzeln konnte sie drei gewinnen.

## Turniersiege

### Einzel
| Nr. | Datum           | Turnier   | Kategorie   | Belag             | Finalgegnerin  | Ergebnis       |
| --- | --------------- | --------- | ----------- | ----------------- | -------------- | -------------- |
| 1.  | 16. Juli 2006   | Brüssel   | ITF $10.000 | Sand              | Marlot Meddens | 2:6, 6:4, 7:64 |
| 2.  | 20. Januar 2008 | Stuttgart | ITF $10.000 | Hartplatz (Halle) | Nicole Riner   | 2:6, 6:4, 6:4  |

### Doppel
| Nr. | Datum             | Turnier             | Kategorie   | Belag | Partnerin        | Finalgegnerinnen                   | Ergebnis      |
| --- | ----------------- | ------------------- | ----------- | ----- | ---------------- | ---------------------------------- | ------------- |
| 1.  | 1. Juli 2006      | Heerhugowaard       | ITF $10.000 | Sand  | Karen Nijssen    | Daniëlle Harmsen Alexandra Poorta  | 7:5, 6:3      |
| 2.  | 25. August 2007   | Vlaardingen         | ITF $10.000 | Sand  | Daniëlle Harmsen | Talitha De Groot Anna Savitskaya   | 3:6, 6:4, 6:2 |
| 3.  | 8. September 2007 | Alphen aan den Rijn | ITF $10.000 | Sand  | Daniëlle Harmsen | Kelly Anderson Kady Pooler         | 6:2, 6:4      |
| 4.  | 21. Juni 2008     | Alkmaar             | ITF $10.000 | Sand  | Daniëlle Harmsen | Neda Kozić Anastasia Poltoratskaya | 6:2, 7:610    |
| 5.  | 28. Juni 2008     | Breda               | ITF $10.000 | Sand  | Daniëlle Harmsen | Ima Bohusch Lessja Zurenko         | ohne Spiel    |